# Laxiwa
Laxiwa (chinesisch 拉西瓦镇, Pinyin Lāxīwǎ Zhèn) ist eine Großgemeinde im Kreis Guide des Autonomen Bezirks Hainan in der Provinz Qinghai der Volksrepublik China. Der Gemeindecode ist 632523102, die Bevölkerung beläuft sich auf 7.591 Personen (Stand: Zensus 2010) bei einer Fläche von 780,6 km². Die Großgemeinde wurde 2005 gebildet.
Laxiwa unterstehen die zehn Dörfer Luohantang, Nina, Duola, Qubuzang, Zuona, Douhoulang, Xiehoulang, Rengguo, Ninaxin und Qunaihai.